# Lucas Ansah-Peprah
Lucas Ansah-Peprah (Stuttgart, 16 de enero de 2000) es un deportista alemán que compite en atletismo, especialista en las carreras de velocidad.
Ganó una medalla de bronce en el Campeonato Europeo de Atletismo de 2024, en la prueba de 4 × 100 m. Participó en los Juegos Olímpicos de Tokio 2020, ocupando el quinto lugar en la misma prueba.

## Palmarés internacional
| Campeonato Europeo | Campeonato Europeo | Campeonato Europeo | Campeonato Europeo |
| Año                | Lugar              | Medalla            | Prueba             |
| ------------------ | ------------------ | ------------------ | ------------------ |
| 2024               | Roma (Italia)      | Medalla de bronce  | 4 × 100 m          |